# Magic Carpet
Magic Carpet (Japans: マジックカーペット) is een computerspel dat werd ontwikkeld door Bullfrog en uitgegeven door Electronic Arts. Het spel kwam in 1994 uit voor DOS. Later werd het spel geporteerd naar andere computersystemen.

## Verhaal
Op een niet nader genoemde planeet delfde men "mana", een grondstof die voor allerhande doeleinden kan worden gebruikt. Het delven werd verboden omdat dit het landschap dor maakte. Echter zijn er nogal wat corrupte magiërs die het product bleven delven voor hun eigen snode plannen wat uiteindelijk tot een onderlinge oorlog leidde. Daarbij gebruikten ze steeds meer destructieve toverspreuken en schiepen dodelijke monsters. Veel van deze monsters keerden zich tegen de magiërs en de mensheid.
Een goede magiër dacht een sterke spreuk te hebben gevonden om dit alles te doen stoppen, maar de spreuk verbrokkelde de planeet in 50 aparte stukken. Hijzelf kwam te sterven. Zijn leerling Zanzamar overleefde de spreuk en het is zijn taak om de 50 brokstukken terug samen te krijgen in één wereld en om de oorlog te stoppen.

## Spelbesturing
Het spel bestaat uit 50 levels. Elk level stelt een deel van de verscheurde planeet voor.
De speler bestuurt Zanzamar, een leerling-magiër, op een vliegend tapijt. Dit tapijt kan men naast een voorwaartse beweging ook laten stijgen en dalen. Door lang genoeg naar links of rechts te sturen, keert men via een bochtvorm terug. Wanneer het tapijt tegen een obstakel dreigt te vliegen, zal het automatisch stijgen of afbuigen om een crash te vermijden.
In elke wereld dient de speler een bepaalde hoeveelheid mana te verzamelen om zo die wereld terug in balans te krijgen. Daarbij moet hij monsters en rivaliserende magiërs overwinnen. Gedode monsters laten een bepaalde hoeveelheid mana achter.
Verder kan er op een zelfgekozen strategische plaats een optioneel kasteel gebouwd worden om het mana in op te bergen. Daar is het veiliger tegen vijanden. Vanuit het kasteel vertrekken luchtballonnen naar Zanzamar om het verzamelde mana op te halen.
De grootte van het kasteel hangt af van de hoeveelheid opgeslagen mana. Grotere kastelen zorgen er ook voor dat er meer luchtballonen opstijgen en dat er meer gewapende wachters zijn om het kasteel te verdedigen tegen vijanden. Het kasteel wordt ook terug kleiner indien mana door vijanden wordt gestolen. Als er geen mana meer in het kasteel is, zijn vijanden ook in staat om het kasteel te vernietigen. In dat geval kan de speler een nieuw optioneel kasteel bouwen al dan niet op een andere locatie.
Het uithoudingsvermogen van Zanzamar (en de andere magiërs) is beperkt. Indien het uithoudingsvermogen volledig op is, respawnt Zanzamar in zijn kasteel. In geval er geen kasteel is, herstart het level. Het komt er dus op neer dat zolang de speler iets van kasteel heeft, Zanzamar niet sterft. Het level gaat dan gewoon door, maar Zanzamar wordt "getransporteerd" naar het kasteel om op krachten te komen.

### Toverspreuken
In het spel zijn er 24 toverspreuken. Deze staan op perkamenten rollen. De speler kan maximum twee perkamenten dragen en bijgevolg ook enkel die spreuken gebruiken die hij bij zich heeft. Naast de "maak kasteel"-spreuk kan men de andere spreuken onderverdelen in volgende categorieën:
- Aanval: vuurballen, weerlicht, meteoren ...
- Verdediging: revitaliseer, schild, afwijken, terugkaatsen ...
- Exotisch: teleportatie, transparant ...
- Natuur: krater, vulkaan, aardbeving, water, ...

Er is een belangrijke beperking: alle toverspreuken die men tot en met level 25 heeft gebruikt, worden onbruikbaar vanaf level 26.

### Monsters
In het spel zijn er diverse soorten van monsters: enorme aardwormen, apen, bijen, griffioenen, wyverns, djinns, krabben, skeletten, krakens...
Elk van deze monsters heeft een eigenschap zoals:
- Krakens leven in het water en kunnen gevangen magiërs in een bepaald bereik houden.
- Wyverns zijn zeer agressief en spuwen hun vuur zeer gericht.
- Djinns trachten het mana af te nemen. Ze zijn moeilijk te verslagen en wanneer hun energie bijna op is, teleporteren ze zich meestal om terug op krachten te komen.
- Griffioenen zijn niet agressief. Echter, wanneer er eentje wordt aangevallen, zal de rest van de groep ook aanvallen en dit tot op het einde van het level. De speler kan enkel hopen dat een andere vijand een van de griffioenen aanvalt. De groep zal zich dan op die vijand richten.
- Krabben gebruiken mana als voedselbron en krijgen daardoor ook extra eigenschappen: het afvuren van vuurballen, bliksem en meteoren. Krabben die voldoende mana hebben gegeten, kunnen eieren leggen waaruit nieuwe krabben komen.[1] Al het mana dat de krab heeft verbruikt, kan gerecupereerd worden door de krab te doden.

### Vijandelijke magiërs
In het spel zijn er zeven vijandelijke magiërs die met behulp van KI door de computer worden aagestuurd. Hun namen zijn Vodor, Gryshnak, Mahmoud, Syed, Raschid, Alhabbal en Scheherazade. Elk van hen draagt een vlag in een eigen kleur.
Zij trachten mana te verzamelen voor hun eigen duistere praktijken. Daarbij vallen ze andere magiërs en kastelen aan. Ook dienen ze in gevecht te gaan met de monsters.

## Magic Carpet: Hidden Worlds
Op 1 februari 1996 verscheen Hidden Worlds, een uitbreidingspakket met 25 extra levels.

## Magic Carpet Plus
Later werden "Magic Carpet" en "Magic Carpet: Hidden Worlds" samen uitgebracht onder de titel Magic Carpet Plus

## Platforms
| Jaar | Platform                 |
| ---- | ------------------------ |
| 1994 | DOS                      |
| 1996 | PlayStation, SEGA Saturn |
| 2010 | PSP, PlayStation 3       |
| 2011 | Windows                  |
| 2012 | Macintosh                |

## Ontvangst
| Beoordeeld door                      | Platform    | Datum            | Score |
| ------------------------------------ | ----------- | ---------------- | ----- |
| Computer Gaming World (CGW)          | DOS         | februari 1995    | 100%  |
| Absolute Games (AG.ru)               | DOS         | 13 februari 2001 | 95%   |
| PC Gamer                             | DOS         | april 1995       | 95%   |
| GamePro (USA)                        | SEGA Saturn | mei 1996         | 90%   |
| Power Play                           | DOS         | november 1994    | 90%   |
| All Game Guide                       | SEGA Saturn | 1998             | 90%   |
| Official UK PlayStation Magazine     | PlayStation | 1996             | 80%   |
| Video Games & Computer Entertainment | PlayStation | mei 1996         | 80%   |
| Video Games & Computer Entertainment | SEGA Saturn | juni 1996        | 80%   |
| IGN                                  | PlayStation | 25 november 1996 | 75%   |